# Ett hus med många rum
Ett hus med många rum är ett studioalbum av det svenska dansbandet Kikki Danielssons orkester, tidigare "Kikki Danielsson & Roosarna, släppt 10 november 1997.

## Låtlista
| Nr  | Titel                                         | Låtskrivare                                          | Längd |
| --- | --------------------------------------------- | ---------------------------------------------------- | ----- |
| 1.  | "Ett hus med många rum"                       | Lasse Holm, Ingela Forsman                           | ?     |
| 2.  | "Kärleken har fått vingar"                    | Per Arne Thigerberg, Peter Bergqvist, Hans Backström | ?     |
| 3.  | "Som ett ljus"                                | Mikael Wendt, Christer Lundh                         | ?     |
| 4.  | "Jag kan aldrig leva utan dig"                | Mikael Wendt, Christer Lundh                         | ?     |
| 5.  | "Låt ett ljus få brinna (Love Shine a Light)" | Kimberley Rew, Mikael Wendt, Christer Lundh          | ?     |
| 6.  | "Låt oss leva för varann"                     | Thomas Thörnholm, Magnus Nordqvist                   | ?     |
| 7.  | "Tro mig om du vill"                          | Mikael Wendt, Christer Lundh                         | ?     |
| 8.  | "Lova mig att alltid stanna här"              | Mikael Wendt, Christer Lundh                         | ?     |
| 9.  | "Tjejer"                                      | Peter Åhs                                            | ?     |
| 10. | "Du ska veta"                                 | Thomas Thörnholm, Carl Lösnitz                       | ?     |
| 11. | "Aldrig ta farväl"                            | Thomas Thörnholm, Magnus Nordqvist                   | ?     |
| 12. | "Jag älskar dig"                              | Bo Fransson, Kristina Morgärds                       | ?     |
| 13. | "Om det är mig du vill ha"                    | Mikael Wendt, Christer Lundh                         | ?     |
| 14. | "Make it through the Gray"                    | Michael Saxell, Chris Moore                          | ?     |
| 15. | "Kärlekens vindar"                            | Jörgen Andersson, Jörgen Persson                     | ?     |
| 16. | "Stilla stormen"                              | Michael Saxell                                       | ?     |

## Svensktoppen
Fyra av sångerna från albumet testades på den svenska hitlistan Svensktoppen. 

### Kärlekens vindar
"Kärlekens vindar" låg på Svensktoppen 21 juni-26 juli 1997. Låg på Svensktoppen i fem veckor, med fjärde plats som bästa placering där.

### Tjejer
"Tjejer" låg på Svensktoppen 13 september-4 oktober 1997. Låg på Svensktoppen i tre veckor, med åttonde plats som bästa placering där.

### Ett hus med många rum
Titelspåret "Ett hus med många rum", skriven av Lasse Holm och Ingela "Pling" Forsman, är en fredssång som gjordes inför år 2000. Den låg på Svensktoppen 3-17 januari 1998. Låg på Svensktoppen i tre veckor, med sjätte plats som bästa placering där. Bandet tävlade också med låten i Se & hörs meloditävling 1997 .

### Kärleken har fått vingar
"Kärleken har fått vingar" låg på Svensktoppen 21 mars-2 maj 1998. Låg på Svensktoppen i sex veckor, med femte plats som bästa placering där.